# Surveyor–2
Surveyor–2 (angolul: térképész) az amerikai Surveyor-program űrszondája, technikai okok miatt nem tudott adatokat szolgáltatni.

## Küldetés
A NASA tévé-kamerával, talajmechanikai berendezésekkel és analizátorokkal felszerelt szerkezeteket kívánt eljuttatni a Hold felszínére. A program célja, elősegíteni az Apollo-program keretében végrehajtandó emberes Holdra szállását.

## Jellemzői
1966. szeptember 20-án egy Atlas–Centaur rakétával indították a Air Force Eastern Test Range űrbázisról. A második kozmikus sebességet elérve direkt pályán indult a Hold felé.
Repülés közben pályakorrekciót hideggáz-rakétákkal végeztek, helyzetét stabilizálták. Három tengelyes módszerrel stabilizálták volna. A referencia érzékelők a Napot és a Canopus csillagot vették célba. Szeptember 21-én a Földtől 163 000 kilométer távolságba a stabilizálást segítő fúvókák közül egy nem indult be, az űreszköz forgásba maradt. Szeptember 22-én  megszűnt a kapcsolat, energia utánpótlás hiányában lemerült a kémiai elem.
Számítások szerint Holdra szállás közben a folyékony hatóanyagú fékezőrakéták működését az automata, fedélzeti radar-magasságmérő jelei vezérelték. Néhány méteres szabadesés után a forgásban lévő test három korong alakú leszállótalpra, szeptember 23-án leszálló egységkén elérte el a Hold felszínét, a számított leszállási helytől 320 kilométerre.
Az űreszköz felépítése, műszerezettsége megegyezett a Surveyor–1 űrszondával. A Surveyor 3 méter magas, három lábon álló dúraluminium, csővázas építmény. A váz fogta össze a üzemanyagtartályt, rakétahajtóművet, telekommunikációs egységet, vezérlőegységet, az 1,5 méterre kinyúló manipulátorkart, antennákat. Energiaellátását akkumulátorok (cink-ezüst) és napelemek (1 négyzetméter, 3960 napelemlapocska) összehangolt egysége biztosította volna. Tömege induláskor 1.5 tonna, leszállás után 300 kilogramm. Aktív élettartamát egy Hold napban határozták meg.

## Külső hivatkozások
- Surveyor-2. lib.cas.cz. [2013. október 13-i dátummal az eredetiből archiválva]. (Hozzáférés: 2012. december 28.)
- Surveyor-2. hq.nasa.gov. [2012. május 2-i dátummal az eredetiből archiválva]. (Hozzáférés: 2012. december 28.)

| Elődje: Surveyor–1 | Surveyor-program 1966–1968 | Utódja: Surveyor–3 |